# Ptychodera flava
Ptychodera flava är en djurart som tillhör fylumet svalgsträngsdjur, och som beskrevs av Johann Friedrich von Eschscholtz 1825. Ptychodera flava ingår i släktet Ptychodera och familjen Ptychoderidae. Inga underarter finns listade i Catalogue of Life.